# Девять жизней Хлои Кинг
«Де́вять жи́зней Хло́и Кинг» (англ.  The Nine Lives of Chloe King) — американский телесериал, который выходил в эфир на канале ABC Family с 14 июня по 16 августа 2011 года.
Спустя 4 месяца после закрытия сериала 9 января 2012 года президент канала Майкл Райли объявил, что канал планирует снять полнометражный фильм о девочке-кошке, события которого развиваются после уже имеющихся 10 серий.

## Сюжет
Главная героиня Хлоя Кинг — подросток, которая открывает в себе особые кошачьи способности, включающие девять жизней, сверхчеловеческую скорость, силу, слух, ловкость, ночное зрение и кошачьи когти. Когда Хлоя обнаруживает таинственную фигуру, следящую за ней, она раскрывает, что является потомком древней расы именуемой Майя. Она обнаруживает, что у неё есть 9 жизней, а Жасмин и Алек рассказывают, что она ключ к защите от народа людей-убийц, которые охотились на них в течение тысяч лет.

## В ролях

### Основной состав
- Скайлер Сэмюэлс — Хлоя Кинг
- Бенджамин Стоун — Алек Петров
- Эми Пьетц — Мередит Кинг
- Грейс Фиппс — Эми Тиффани Мартинс
- Ли Ки Хон — Пол
- Алисса Диас — Жасмин
- Грей Деймон — Брайан Резза

### Второстепенный состав
- Алисия Коппола — Валентина
- Дэвид С. Ли — Уитни Резза
- Джолин Андерсен — Симона
- Кристиан де ла Фуэнте — Фрэнк Кабрера
- Ариэль Миранда — Лана
- Кико Элсворт — Роуг
- Дэниел Шарман — Зейн

## Эпизоды
| №  | Название                                        | Режиссёр        | Автор сценария     | Дата премьеры   | Зрители в США (млн) |
| -- | ----------------------------------------------- | --------------- | ------------------ | --------------- | ------------------- |
| 1  | «Pilot» «Пилот»                                 | Венди Станцлер  | Дэн Берендсен      | 14 июня 2011    | 2,17                |
| 2  | «Redemption» «Выкуп»                            | Крис Грисмер    | Дэн Берендсен      | 21 июня 2011    | 1,40                |
| 3  | «Green Star» «Зеленая звезда»                   | Джо Лазаров     | Энди Ризер         | 28 июня 2011    | 1,43                |
| 4  | «All Apologies» «Извинения»                     | Рон Лагомарсино | Мэре Смит          | 5 июля 2011     | 1,31                |
| 5  | «Girls Night Out» «Ночь девчонок»               | Норман Бакли    | Рон МакГи          | 12 июля 2011    | 1,29                |
| 6  | «Nothing Compares 2 U» «Вас ничто не связывает» | Джо Лазаров     | Йоланда Е. Лоуренс | 19 июля 2011    | 1,26                |
| 7  | «Dogs of War» «Псы войны»                       | Гай Би          | Уильям Х. Браун    | 26 июля 2011    | 1,19                |
| 8  | «Heartbreaker» «Разбивательница сердец»         | Марита Грабиак  | Энди Ризер         | 2 августа 2011  | 0,96                |
| 9  | «Responsible» «Ответственный»                   | Джо Лазаров     | Мэре Смит          | 9 августа 2011  | 1,27                |
| 10 | «Beautiful Day» «Прекрасный день»               | Крис Грисмер    | Рон МакГи          | 16 августа 2011 | 1,08                |

## Мифология

### Май
Май — вымышленная раса сверхъестественных существ. Существа подобные котам с кошачьими способностями. Хлоя Кинг узнает, что является майя на свой шестнадцатый день рождения.

#### Способности Май
Из-за своих кошачьих способностей майи всегда были покровителями египтян. Считаются потомками египетской богини Баст — наполовину люди, наполовину боги.
У майя есть как слабости, так и некоторые сверхъестественные способности.
- Сверхчеловеческая сила, скорость и выносливость
- Ускоренные рефлексы и повышенная ловкость
- Ускоренная регенерация
- Обостренные чувства
- Улучшенное ночное зрение
- Выдвигающиеся когти
- Эмпатия (присуща только Объединителю — Хлое)
- Девять жизней (присуща только Объединителю — Хлое)

Май являются «ядовитыми» для людей. Поцелуй человека и майи — вводит человека в кому или убивает, физическая близость - смертельна всегда.

## Приём критиков
Шоу получило большинство положительных отзывов с начальным счетом 68 из 100 от «Metacritic».

## Награды и номинации
| Год       | Результат         | Награда     | Категория                 | Номинант |
| --------- | ----------------- | ----------- | ------------------------- | -------- |
| 2011      |                   |             |                           |          |
| Номинация | Teen Choice Award | Прорыв года | «Девять жизней Хлои Кинг» |          |
| Номинация | Teen Choice Award | Прорыв года | Скайлер Сэмюэлс           |          |